# Rio Var
O rio Var (em italiano:  Varo) é um rio da Provença, sul de França. Tem 114 km de extensão. Nasce a sul de Barceloneta da Provença, em Entraunes, a 1800 m de altitude, no sopé do Col de la Cayolle, no norte do departamento de Alpes-Maritimes e desagua no mar Mediterrâneo entre Nice e Saint-Laurent-du-Var. A sua bacia estende-se por 2742 km². Todo o seu curso se desenvolve no departamento de Alpes Marítimos, exceto um curto trecho de poucos quilómetros nos Alpes da Alta Provença. A principal localidade do seu curso é Nice, embora não passe pela cidade propriamente dita, mas sim 7 km a sudoeste, desaguando perto do aeroporto de Nice.
Era a fronteira natural, histórica, étnica e cultural entre a Gália e a Itália até à invasão e anexação francesa do condado de Nice em 1860.
Este rio dá nome ao departamento de Var, embora não passe por ele nem o limite.  
Ao longo do seu percurso, o rio Var passa sucessivamente pelos seguintes departamentos e comunas:
- Alpes-Maritimes: Guillaumes
- Alpes-de-Haute-Provence: Entrevaux
- Alpes-Maritimes: Puget-Théniers, Carros, Saint-Laurent-du-Var